# Клейн, Лукаш
Лукаш Клейн (словац. Lukáš Klein; род. 22 марта 1998[…], Спишска-Нова-Вес, Кошицкий край) — словацкий профессиональный теннисист. Участник Олимпийских игр 2020 года; победитель четырёх турниров ATP Challenger (3 — в одиночном разряде); победитель десяти турниров ITF (6 — в одиночном разряде).
С 2022 года представляет Словакию на Кубке Дэвиса, где его рекорд W/L составляет 4-3.

## Общая информация
Родился 22 марта 1998 года в городе Спишска-Нова-Вес, в Словакии.

## Спортивная карьера
В 2018—2019 годах стал победителем шести турниров ITF в одиночном разряде.
В 2016—2020 годах стал победителем ещё четырёх турниров ITF в парном разряде.

### 2021—2022
В июле 2021 года, в Токио (Япония) участвовал на Олимпийских играх в одиночном разряде, но в первом круге проиграл австралийцу Джеймсу Дакворту со счётом: 7-5, 3-6, 6-7.
В июле 2022 года участвовал в одиночном разряде Уимблдонского турнира, где в первом раунда проиграл британцу Лиаму Броуди со счётом: 4-6, 6-3, 7-5, 6-7, 6-3.

### 2023—2024
В январе 2024 года участвовал в одиночном разряде Australian Open и дошёл до второго раунда, где проиграл немцу Александру Звереву со счётом: 5-7, 6-3, 6-4, 6-7, 6-7.

## Рейтинг на конец года
| Год  | Одиночный рейтинг | Парный рейтинг |
| 2023 | 172               | 1133           |
| 2022 | 137               | 772            |
| 2021 | 248               | 321            |
| 2020 | 298               | 325            |
| 2019 | 305               | 477            |
| 2018 | 591               | 932            |
| 2017 | 526               | 930            |
| 2016 | 1124              | 828            |